# جيري كوكي
جيري كوكي (بالإنجليزية: Jerry Cooke)‏ هو مصور أخبار وصحفي أمريكي، ولد في 18 أكتوبر 1921 في أوديسا في أوكرانيا، وتوفي في 27 أكتوبر 2005 في الولايات المتحدة.